# Quassussuup Tungaa
Quassussuup Tungaa est un quartier de Nuuk situé au nord de la ville, face au fjord de Nuuk.

## Transports
Les lignes 2 et 3 de Nuup Bussii desservent le quartier à destination de tous les autres quartiers.